# El niño con el pijama de rayas
El niño con el pijama de rayas (en inglés, The Boy in the Striped Pyjamas) es una novela de ficción dramática publicada en 2006 por el autor irlandés John Boyne. A fecha de 2012, se han vendido más de cinco millones de ejemplares de la obra por todo el mundo y ha sido traducido a más de treinta idiomas. En 2007 y en 2008 fue el libro más vendido del año en España. Asimismo, ha alcanzado el número uno de las listas de ventas de The New York Times y, también, ha sido en el Reino Unido, Irlanda, Australia y otros países[cita requerida]. Su éxito en ventas hizo que se hiciera una adaptación cinematográfica que se estrenó en 2008.
La acción se narra desde la óptica de Bruno, hijo de un oficial de la Schutzstaffel que se muda junto a su familia a Auschwitz, el campo de concentración, en inglés mencionado como Out-With. Bruno traba amistad con un niño judío llamado Schmuel que vive al otro lado de una reja y que, como otras personas en ese lugar, viste un «pijama de rayas». 
Es importante mencionar que las asociaciones judías consideran que se trata de un libro de ficción problemático que minimiza detalles cruciales del Holocausto y da una falsa imagen de inocencia a los civiles alemanes. Por ello no recomiendan su lectura como material principal para aprender sobre el Holocausto ya que no trata el tema de manera adecuada.

## Argumento
La acción se narra desde el punto de vista de Bruno, el hijo de nueve años de un militar nazi de alto rango. Él y su familia se ven obligados a abandonar Berlín cuando a su padre lo destinan para trabajar en el campo de concentración de Auschwitz. La familia acepta el cambio pero no de buen grado.
El joven desde la ventana de su habitación puede vislumbrar varias casas y muchas personas que visten »pijamas de rayas». Al no saber que se trataba de un campo de concentración, creía que los judíos presos eran granjeros. Cansado de estar solo en su nueva casa sin ningún amigo con el que jugar, conoce a Pavel, un antiguo médico devenido en sirviente de la casa en el campo, quien le ayuda a montar su columpio. Cuando Bruno se accidenta es Pavel el que lo cura, la madre se lo agradece pero le dice que será mejor que el padre piense que fue ella quien lo curó.
Bruno, mientras explora los alrededores, a través de una alambrada conoce a Shmuel, con el cual comienza a relacionarse hasta que se vuelven amigos. Sin que sus padres sepan nada al respecto, Bruno va cada día a jugar y a llevarle comida a su nuevo amigo, mientras este le cuenta la historia de cómo llegó allí y las terribles condiciones en las que vive.
Elsa, la madre de Bruno, un día se percata de un humo oscuro y maloliente procedente del campo de exterminio y se entera de la verdadera misión de su marido. Es entonces cuando decide que no es el lugar adecuado para criar a sus hijos. Así, ella da el paso de abandonar Auschwitz junto a sus hijos en un par de días.
Bruno decide contarle a Shmuel que abandona su nuevo hogar y, ante su evidente tristeza, su amigo le cuenta que su padre ha desaparecido, por lo que Bruno se compromete a pasar su último día junto a él al otro lado de la alambrada, para así poder ayudarle a encontrarlo. Bruno cruza el alambrado, se viste con un «pijama de rayas», entran a buscar al padre pero accidentalmente quedan en medio de un grupo de personas que iban a una cámara de gas donde los dos niños mueren.
La familia de Bruno nunca logran encontrarlo y regresan a Berlín. Un año después el padre encuentra el hueco en la valla, la ropa de Bruno y se tira al suelo al darse cuenta de lo ocurrido.

## Personajes
- Bruno: Es un niño de 8 años que vivía en Berlín con sus padres y su hermana, acompañados de la criada María y el mayordomo Lars.
- Shmuel: Es un niño judío de la misma edad que Bruno, que se encuentra en el campo de concentración de Auschwitz, junto a su padre.

### Personajes secundarios
- Elsa: Es la madre de Bruno y Gretel y esposa de Ralph. Ella nunca estuvo de acuerdo con que se mudaran a Auschwitz.
- Gretel: Es la hermana mayor de Bruno que después de aprender historia deja las muñecas y se vuelve más madura y apegada a las creencias de su padre.

- Maríe: Es la ama de casa de la familia que se muda a Auschwitz con ellos y es una buena persona.

- Teniente Kurt Kotler: Es el teniente «pelota» del comandante. Se hace amigo de Gretel y de la madre de Bruno porque siempre estaba por su casa, pero se gana la antipatía del niño. Es destinado al frente oriental y no vuelve a aparecer.

- Pavel: El camarero y ayudante de la casa de Auschwitz. Es judío y practicaba la medicina antes de ir al campo de concentración. Se da a entender que Kotler le pega y lo maltrata en el capítulo 13.

- Ralph: Es el padre de Bruno el cual bastante servicial con su trabajo ya que se le daba muy bien, además luego de un tiempo es ascendido a comandar el campo de concentración de Auschwitz. Es alguien bastante duro e imparcial con su familia por fijarse solo en su trabajo. También es servidor de Hitler.

### Personajes antagonistas
- Adolf Hitler "El Führer": Es el dictador de Alemania y el que ordenó enviar a los judíos a los campos de concentración

- Eva Braun: Es la amante de Hitler, aparece acompañando a "El Führer" en la escena del capítulo 15

## Controversia
Pese a su apariencia de literatura infantil, el terrible trasfondo en que discurre la historia hace que algunos especialistas hayan dudado de su conveniencia para los lectores más jóvenes. Así, Ed Wright, del periódico australiano The Age, sugería que la lectura podría hacer que los padres se viesen obligados a «tener que explicar el Holocausto». En cambio, Kathryn Hughes de The Guardian, sí lo considera una aproximación suficientemente suave al tema. El propio Boyne aseguró que el libro es «diferente a nada que haya hecho antes. Creo que puede ser un libro infantil, pero pienso que también puede gustarle a los adultos».

## Película
En 2008 se rodó una adaptación cinematográfica de la novela a cargo de Miramax/Disney, protagonizada por Asa Butterfield, Jack Scanlon, David Thewlis, Vera Farmiga, Sheila Hancock y Rupert Friend. Dicha película fue dirigida por Mark Herman y producida por David Heyman, con un guion creado a manos del mismo director con la colaboración del autor de la novela. La banda sonora ha sido creada por James Horner representando una parte importante y de gran suspenso. El estreno internacional tuvo lugar durante la 56.ª edición del Festival de San Sebastián.